# Trevor Bruttenholm
Le professeur Trevor « Broom » Bruttenholm est un personnage de la série de comics Hellboy créée par Mike Mignola.

## Biographie fictive
Le professeur Trevor Broom Bruttenholm est un célèbre professeur universitaire britannique, spécialisé dans le surnaturel. Il a été membre de la British Paranormal Society.
Durant la Seconde Guerre mondiale, il est conseiller du Président américain Franklin D. Roosevelt. Les Alliés ont découvert qu'Adolf Hitler veut gagner la guerre grâce à des procédés paranormaux, notamment le projet Ragnarök, avec l'aide de Raspoutine.
Le 23 décembre 1944 à East Bromwich en Angleterre, un jeune démon arrive sur Terre, après l'ouverture par Raspoutine d'un portail vers l'Enfer. L'armée américaine parvient à stopper la cérémonie et recueille avec Bruttenholm le jeune démon, qu'ils rebaptisent Hellboy.
Bruttenholm et Hellboy développent alors une relation très forte, comme père et fils. Ensemble, ils rejoignent le B.P.R.D. (Bureau of Paranormal Research and Defense). Ils combattent ainsi les menaces surnaturelles à travers le monde, avec l'aide de Liz Sherman et Abe Sapien. Bruttenholm dirige même le bureau pendant quelque temps, avant de le quitter et d'être remplacé par Tom Manning.
Bruttenholm disparaît en 1992 durant l'expédition Cavendish vers le Cercle Arctique. Il réapparaît en 1994 mais avant de pouvoir s'expliquer à Hellboy, il est tué par un monstre invoqué par Raspoutine...

## Œuvres où le personnage apparaît

### Comics
- Hellboy: Seed of Destruction (1994)
- Hellboy: Weird Tales (2003)
- Hellboy Animated: The Judgment Bell (2007)
- B.P.R.D.: 1946 (2008)
- Abe Sapien: The Drowning (2008)
- Hellboy: Free Comic Book Day (2008)
- Hellboy: The Golden Army (2008)
- Hellboy Library Edition (2008)
- Abe Sapien: The Haunted Boy (2009)
- B.P.R.D.: 1947 (2009)
- Hellboy, B.U.A.P. & Aliens (2010)

### Films
- 2004 : Hellboy de Guillermo del Toro.

Jeune, il est joué par Kevin Trainor puis par John Hurt. Dans le film, il découvre qu'il est mourant et atteint d'un cancer. Il engage l'agent John Myers pour continuer à veiller sur Hellboy après sa mort.
Il est tué par un sbire de Raspoutine.
- 2008 : Hellboy II : Les Légions d'or maudites (Hellboy II: The Golden Army) de Guillermo del Toro

Le personnage fait une brève apparition au début du film, dans un flash-back en 1955. Il raconte une histoire au jeune Hellboy, pour qu'il s'endorme. Il est à nouveau joué par John Hurt.

### Films d'animation
- 2007 : Hellboy : De Sang et de fer (Hellboy: Blood and Iron) de Victor Cook et Tad Stones (avec les voix de James Arnold Taylor et John Hurt)

Dans ce film, il apparaît jeune dans une série de flash-backs, doublé par James Arnold Taylor. Avec son équipe, il pourchasse à travers l'Europe la vampire Élisabeth Báthory.
John Hurt double le personnage à l'âge adulte.